# مهریه تمیمی
مهریه تمیمی همچنین شهرت‌یافته به مهریه أغلبیّه (؟ - ۹۰۳م) (نسب: مهریه بنت حسن بن غلبون تمیمی) امیربانوی اغلبی، زبان‌شناس و شاعر عربی مغربی در سدهٔ سوم هجری بود. شعری از او در رثای برادرش (ابی‌عقال، غلبون بن حسن) برجامانده است. 